# ロバート・ボーデン
サー・ロバート・レアード・ボーデン（Sir Robert Laird Borden、1854年6月26日 - 1937年6月10日）は、カナダの政治家、弁護士。第8代首相（1911年 - 1920年）。第一次世界大戦中のカナダ首相として知られる。
現在のノバスコシア州グラン＝プレに生まれる。学校教師を経てハリファックスの法律事務所の事務見習いとなり、1878年に弁護士資格を取得。まもなくノバスコシアで最も有名な法廷弁護士のひとりとなった。1896年の総選挙に保守党から立候補し、下院議員に初当選。1901年にチャールズ・タッパーの後継の党首となったが、1904年と1908年の総選挙ではいずれも首相ウィルフリッド・ローリエ率いる自由党に敗れた。しかし、1911年の総選挙では自由党が推進していたアメリカ合衆国との自由貿易について、カナダに対するアメリカの影響力増大やカナダのイギリス離れにつながるとして攻撃し、保守党を勝利に導いた。
初期のボーデン政権は、イギリスとの関係強化に重点を置いたが、在任期間のなかばで第一次世界大戦が勃発した。ボーデンは外地へ兵士を送り出すため、カナダ海外派遣軍を創設し、また政府に特別な権限を付与する戦時措置法を制定するなどして、戦時体制を構築していった。ビクトリー債の発行、関税の引き上げ、所得税といった新税の導入など、戦費調達も強力に推し進めた。1917年には兵員不足との観点から徴兵制の導入に踏み切ったが、これはフランス系カナダ人の猛反発を招き、徴兵危機と呼ばれる国家的な分断にまで発展した。しかし、同年の総選挙では保守党が自由党内の徴兵制賛成派と組んだことで圧勝し、ボーデンも首相に再任された。戦後のパリ講和会議では、ほかの自治領（ドミニオン）とともにカナダの自治権の拡大を求めた。内政ではハリファックス大爆発の収拾にあたったほか、女性参政権を導入し、カナディアン・ナショナル鉄道を設立することで鉄道を国有化した。1919年にウィニペグでゼネストが発生した際には、北西部山岳警察を鎮圧にあたらせ、物議をかもした。
1920年に政界を引退した。その後は1924年から1930年までクイーンズ大学学長を務めたほか、カナダ・バークレイズ銀行やクライン・ライフ保険会社の会長なども兼務した。カナダ連邦結成（コンフェデレーション）前に生まれた最後のカナダ首相であり、またナイト爵に叙された最後のカナダ首相でもある（1914年叙爵）。